# Жива (міфологія)
Жива (Живана, Siwa) — західнослов'янська богиня у землях полабів, яка, згідно з деякими інтерпретаціями втілює життєву силу, протистоїть міфологічним втіленням смерті, а також відповідає за циклічні зміни в природі. Подекуди, її ім'я трактують як «та, що дає життя».
Живі насамперед поклонялися молоді дівчата та жінки, які на початку травня (літа) приносили їй жертви у вигляді вінків з квітів, мед, зерно, молоко, та просили про кохання, вдалий шлюб і благополуччя. Втіленням Живи вважалася зозуля — до цієї птахи було особливо шанобливе ставлення, до її кування дослухалися і таким чином дізнавалися про майбутнє.
Згадки про Живу можна зустріти у західних та південних слов'ян, її культ був широко розповсюджений в дохристиянський період. Першу письмову згадку про Живу (Siwa) знаходимо в «Слов'янській хроніці» Гельмольда (Німеччина, ХІІ ст.). Про божество Zywye згадується в середньовічній польській хроніці, де сказано, що на початку літа люди приходили до храму на горі Живець, приносили жертви та просили у Живє здоров'я та довгого життя; на Балканах також зустрічаємо письмові згадки про богиню на ім'я Siwa.
Живу, окрім того, що вона є богинею життя, у різних слов'янських племенах вважали також життєдайною силою для рослин і тварин, богинею зцілення, що має силу пробуджувати до життя; богинею річного сільськогосподарського циклу, врожаю та достатку. Вона також часто асоціювалася із землею, тому землероби слов'яни шанували її особливо високо.
Збереглося декілька зображень Живи. Найбільш старе, на якому богиня зображена оголеною з яблуком та гроном винограду в руках, знаходиться в «Саксонській хроніці» (XV ст.).
На гравюрі також знаходиться наступний напис:
| Unde de assdodine de heyt de hodde de hende ouer ruggen. In der eynen hant hadde se eynen guelden appel. Unde in der anderivi hant hadde se ein wyn druuelen mil еу() gronen blade un oere hare hangede oer went in de waden |
На одній з давніх німецьких гравюр вона зображена в бричці, в яку впряжені пара голубів і пара лебедів. На гравюрі написано:
| Krosopani sei Dziva Slavorum |
На честь Живи австрійським астрономом Йоганом Палізою у 1874 році було названо астероїд — 140 Жива.

## Реконструкції
У східно-слов'янському пантеоні Живу часом асоціюють з дочкою богині Мокоші, проявом Лади або супутницею Велеса. Вважається також, що Жива, разом із богинями Мокошою та Мареною, є втіленням життєвого циклу жінки — дівчинки, матері та бабусі. Аналогічні тріо знаходимо в давньогрецькому пантеоні — це богині Деметра, Персефона і Геката, та в індуїзмі — Сарасваті, Лакшмі, Парваті.